# 龍河 (巴爾代格湖)
47°10′52″N 8°16′26″E / 47.18124°N 8.27376°E
龍河是瑞士的河流，位於該國中部，流經盧塞恩州，河道全長14公里，流域面積28平方公里，發源自希爾迪斯里登，最終在霍赫多夫附近注入巴爾代格湖。